# Joe Lovano
Joseph Salvatore "Joe" Lovano, född 1952, är en amerikansk jazzmusiker som bland annat spelar tenorsaxofon. Utöver sitt arbete som jazzmusiker är han även kompositör och har bland annat spelat med Mel Lewis och Paul Motian. Han är inspirerad av Frank Sinatra. 
Han räknas till en av de viktigaste tenorsaxofonisterna från 1990-talet och är gift med jazzsångerskan Judi Silvano.